# 阿普尔顿
阿普尔顿（英語：Appleton，梅诺米尼语：Ahkōnemeh）是美国威斯康星州奥塔加米郡、卡柳梅特郡與溫納貝戈郡的一座城市，也是奥塔加米县县治。该市坐落于福克斯河畔，位于格林贝西南30英里（48千米）、密尔沃基以北100英里（160千米）。
据2020年人口普查统计，阿普尔顿共有人口75,644，是威斯康星州第六大城市。该市所在的福克斯都会区是仅次于密尔沃基与麦迪逊的威斯康星州第三大都会区。